# Joyce Barker
Joyce Barker (6 tháng 6 năm 1931 - 23 tháng 5 năm 1992) là một giọng nữ cao của Nam Phi.
Joyce Barker được sinh ra ở Mooi Rivier, một thị trấn nhỏ ở Natal. Năm 19 tuổi, cô bắt đầu tập luyện cho sự nghiệp chuyên nghiệp với Daisy Holmes ở Durban. Cô đã giành được Memorial Cup Ernest Whitcutt ba năm liên tiếp và kiếm được ba học bổng khác nhau để hỗ trợ cho việc được giáo dục âm nhạc của mình. Một trong số đó đã được các Trường Âm nhạc Hoàng gia trao tặng. Với học bổng đó và một giải thưởng khác do NSAM trao tặng, cô tiếp tục được đào tạo thanh nhạc ở London trong ba năm. Cô xuất hiện lần đầu tiên tại Vương quốc Anh vào năm 1954 tại Liên hoan Canterbury, nơi cô hát phần giọng nữ cao trong vở oratorio Elijah của Mendelssohn.
Năm 1956, cô trở thành người chiến thắng đầu tiên của giải thưởng Kathleen Ferrier và rời Vương quốc Anh đến châu Âu, nơi cô học với Maria Hittorff, Paula Köhler, Borishka Gereb, Mario và Katerina Baziola để tập luyện giọng hát, và học với Edouardo Pedrazolli cho việc trình diễn opera. Năm 1959, cô đã giành được Huy chương vàng tại International Concours de Chant.
Trở về Anh, cô đã biểu diễn trong một số tác phẩm với Sadlers Wells tại Nhà hát Hoàng gia bao gồm các vai chính trong Götterdämmerung và Die Walküre (Wagner), Mefistofele (Boito), I Lombardi, Nabucco và Aida (Verdi). Cô cũng biểu diễn tại Ireland với các vai diễn trong The Tales of Hoffmann (Offenbach), The Marriage of Figaro (Mozart), và La bohème (Puccini). Trong thời gian này, cô cũng hát trong bản giao hưởng thứ tám của Mahler và trong Saul og David của Nielsen.
Barker trở lại Nam Phi vào năm 1963, nơi cô tiếp tục sự nghiệp ca hát của mình trong việc hát kịch opera, oratorio và cantata cho bốn hội đồng nghệ thuật cấp tỉnh cũng như trong các phương tiện truyền thông. Cô đã xuất hiện như một vị khách tại Nhà hát Hoàng gia vào những năm 1970. Joyce Barker qua đời tại Johannesburg vào ngày 23 tháng 5 năm 1992.